# Sfinks Naksyjczyków
Sfinks Naksyjczyków – marmurowa statua sfinksa z VI wieku p.n.e., dar wotywny Naksyjczyków w sanktuarium delfickim.

## Opis
Statuę wykonano z marmuru na zlecenie Naksyjczyków w 560 roku p.n.e. Przedstawia ona siedzącego na zadzie sfinksa – mityczne stworzenie o ciele i nogach lwa, piersiach i skrzydłach ptaka oraz głowie kobiety, symbolizujące ziemską boskość i władzę niebiańską. Przedstawiono je z charakterystycznym archaicznym uśmiechem. Na bazie rzeźby znajduje się również inskrypcja dokumentująca dekret z 328–327 p.n.e., nadający Naksyjczykom przywilej pierwszeństwa w korzystaniu w wyroczni delfickiej. Statua umieszczona była na ponad dwunastometrowej kolumnie jońskiej w sanktuarium w Delfach. 
Obecnie (2018) zabytek znajduje się w miejscowym muzeum archeologicznym.